# 里維拉臥舖列車
里维拉臥舖列車是由大西部鐵路營運的臥舖列車，是英國僅有的三種臥舖列車之一（另兩條路線屬於加勒多尼臥舖列車）。本列車每周由周日至周五開出六班列車，運行於倫敦帕丁頓車站和彭赞斯之間。

## 行駛路線
與加勒多尼臥舖列車不同，里维拉臥舖列車的停靠站僅有一條路線。從倫敦帕丁頓車站開始，列車停靠雷丁（僅上客），而後一路不停直達湯頓。因此本列車在該二車站之間可依照路線維修與開放情形，行駛不同路線。

## 牽引機車與使用車廂

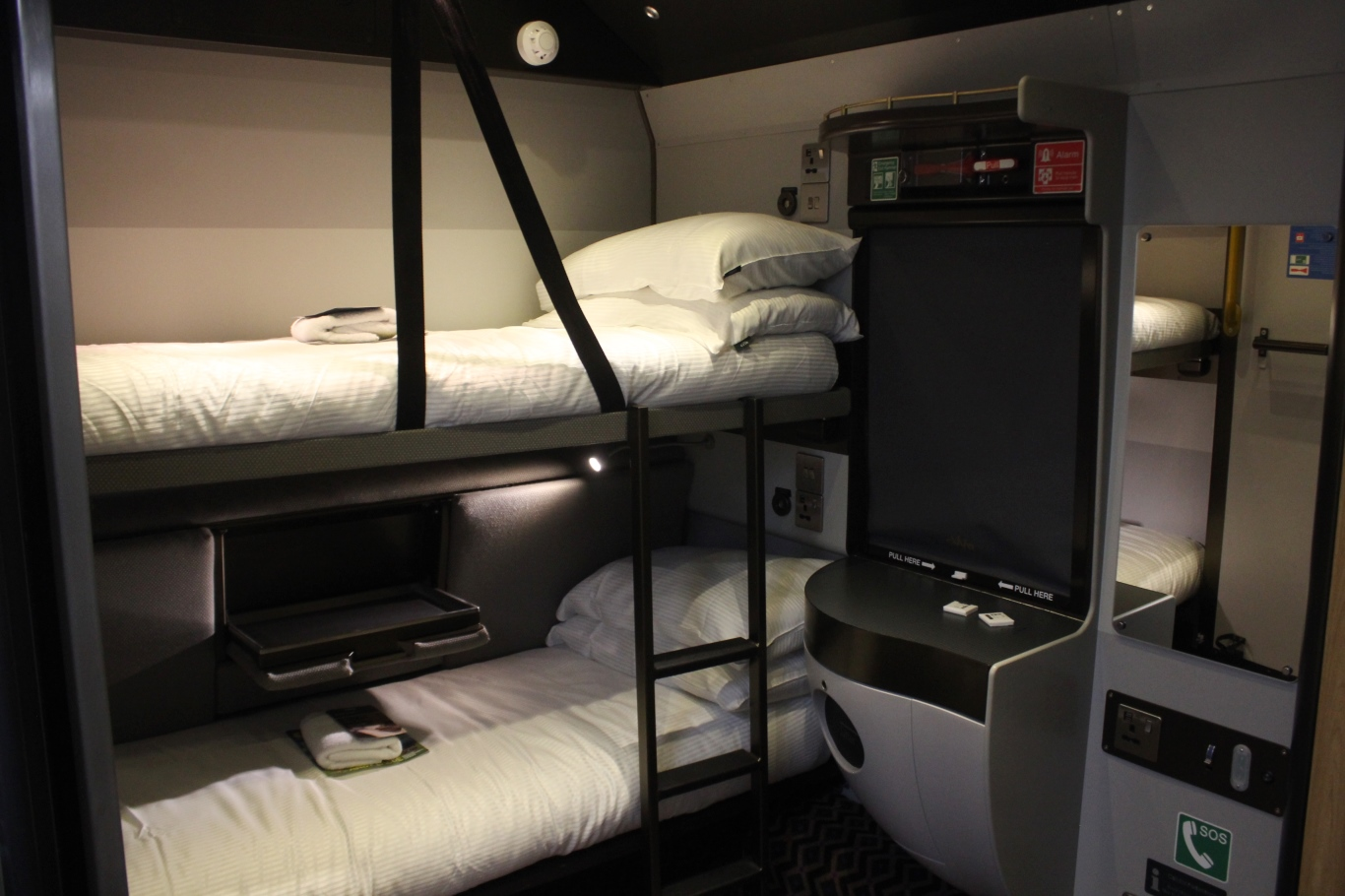
無障礙鋪位（2018年）

列車通常由專責牽引的四部英國鐵路57型機車牽引。這些機車是經過改裝更新的的47型列車，於2004年投入運用。依循大西部鐵路城堡型蒸汽機車的傳統，這四部機車命名如下：
- 57602 Restormel Castle（英语：Restormel Castle）
- 57603 Tintagel Castle
- 57604 Pendennis Castle
- 57605 Totnes Castle（英语：Totnes Castle）

每晚以相同的列車編組對開，座位車廂通常位於靠彭贊斯之端。
列車編組通常包括七節有空調的Mark 3型車廂 （星期五晚上由倫敦帕丁頓車站出發以及星期六晚上由彭贊斯出發的列車則有八節）。A車與B是座位車廂，C車是餐車，其餘為臥車。在B車與D車有輪椅空間。
臥車一般有6個單人房與6個雙人房，但可依需求調整。搭乘臥舖的旅客可付標準票價再加上臥舖票價（單人舖位的加價比雙人舖位貴） ，或者可以購買包括臥舖的票價。
| 型式        |            | 類型      | 最高速度   | 最高速度 | 數量 |
| 型式        | 英里／小時 | 類型      | 公里／小時 |          | 數量 |
| ----------- | ---------- | --------- | ---------- | -------- | ---- |
| Class 57／6 |            | 柴油机车  | 95         | 152      | 4    |
| Mark 3      |            | 客車 臥車 | 110        | 177      | 18   |

## 外部連結
- Night Riviera Sleeper （页面存档备份，存于）